# Trichogramma bertii
Trichogramma bertii is een vliesvleugelig insect uit de familie Trichogrammatidae. De wetenschappelijke naam is voor het eerst geldig gepubliceerd in 2003 door Zucchi & Querino.